# 林廷璋
林廷璋（？—？）。彰化縣鹿仔港堡鹿子港街（彰化縣鹿港鎮新宮里）人。日茂行林文濬五子。舉人、直隸州州同。

## 生平
- 1816年，中式舉人[1][2]。
- 1824年，倡建文開書院[3]。
- 1827年，重修拱範宮[4]。
- 1829年，倡修龍山寺[5]。
- 1830年，重修彰化縣儒學[6]。
- 1833年，倡捐敬義園[7]。